# 莩草
莩草（学名：Setaria chondrachne）为禾本科狗尾草属下的一个种。

## 扩展阅读
- 維基物種上的相關：莩草

[在维基数据编辑]
 《植物名實圖考·莩草》，出自吳其濬《植物名實圖考》